# أولاد حمو (أولاد عطو أولاد حمو)
أولاد حمو هو دُوَّار يقع بجماعة سيدي حمادي، إقليم الفقيه بن صالح، جهة بني ملال خنيفرة في المملكة المغربية. ينتمي الدوّار لمشيخة أولاد عطو أولاد حمو التي تضم دوارين. يقدر عدد سكانه بـ 3012 نسمة حسب الإحصاء الرسمي للسكان والسكنى لسنة 2004.

## روابط خارجية
- البوابة الوطنية للجماعات الترابية
- المندوبية السامية للتخطيط